# Alicia de Vergy
Alicia de Vergy (Alice o Alix de Vergy; 1182–1251) fue una duquesa consorte de Borgoña como segunda esposa del duque Odón III. Fue regente de Borgoña durante la minoría de edad de su hijo, entre 1218 y 1228.

## Familia
Alicia era hija de Hugo, señor de Vergy, y de su esposa Gillette de Trainel. En 1199, se casó con Odón III, duque de Borgoña. Sus hijos fueron:
- Juana (1200 - 1223), casada con Raúl II de Lusignan (m. 1250), señor de Issoudun y conde de Eu;
- Alicia (1204 - 1266), casada con Roberto I (m. 1262), conde de Clermont y delfín de Auvernia;
- Hugo (1213 - 1272), duque de Borgoña con el nombre de Hugo IV;
- Beatriz (n. 1216), casada con Humberto III de Thoire (m. 1279).

## Biografía
El matrimonio fue arreglado en 1196 como parte de la paz entre su padre y Odón, quienes se habían involucrado en un largo conflicto, y tuvo lugar en 1199. Como dote, se le dieron varias de las tierras de su padre, mientras que Odón dio al padre de ella dominio indiscutido de su tierra. A la muerte de Odón III en 1218, le sucedió su hijo con Alicia, Hugo IV. Como Hugo IV tenía cinco años de edad, Alicia se convirtió en regente de Borgoña durante su minoría de edad con el dítulo de "Ducissa mater ducis Bourgogne".
Como regente, Alicia trabajó para asegurarse de la herencia de su hijo, y recibió de los vasallos juramento de lealtad en el lugar de su hijo. En 1225, consiguió impedir el conflicto con el Delfinado. Adquirió Beaune y Chalon por compra. En 1227, firmó una alianza con Champaña contra Nevers.
En 1228, su hijo fue declarado mayor de edad, y Alicia cesó en su regencia y abandonó la corte y se retiró a su dote, Alix Prenois. En 1231, sin embargo, actuó como representante de su hijo al resolver con éxito el conflicto entre el vizconde de Dijon y la abadía de Citeaux. Pasó su largo retiro como apreciada benefactora de comunidades religiosas.